# Национальный музей изобразительных искусств (Монтевидео)
 Национальный музей изобразительных искусств (исп. Museo Nacional de Artes Visuales) — художественный музей в Монтевидео (Уругвай).

## История
Музей был основан в 1911 году под названием Музей изящных искусств на основании закона 3932 от 10 декабря 1911 года. Первое время работал в левом крыле театра "Солис". По мере расширения коллекции несколько раз перестраивался и расширялся. В течение почти одиннадцати лет (с 1952 по 1962 год) музей был закрыт.
В настоящее время расположен в парке Родо по адресу: авенида Томаса Гирибалди, 2283, на пересечении с авенидой Хулио Эррера-и-Рейсиг.
Музей имеет 5 выставочных залов:
- Зал № 1 (цокольный этаж) площадью 152 м²
- Зал № 2 (цокольный этаж) площадью 1015 м²
- Зал № 3 площадью 110 м²
- Зал № 4 площадью 634 м²
- Зал № 5 площадью 570 м²

На цокольном этаже здания находится также конференц-зал на 174 мест, который в основном предназначен для проведения видеоконференций.
Музей имеет специализированную библиотеку на 8 тысяч томов.

## Коллекция
Музейная коллекция насчитывает более 6 тысяч произведений искусства.
Наиболее широко в ней представлены работы уругвайских художников, в том числе работы Рафаэля Баррадаса, Хоакина Торреса Гарсия, Хосе Кунео, Карлоса Федерико Саэса, Педро Фигари, Хуана Мануэля Бланеса. Представлены также работы ведущих зарубежных художников, в том числе Пабло Пикассо, Пауля Клее, Франсиско Гойи, Эдуардо Росалеса, Пабло Серрано.